# ائتلاف ملی افغانستان
ائتلاف ملی افغانستان که در گذشته با نام ائتلاف تغییر و امید شناخته می‌شد، یک ائتلاف سیاسی در افغانستان به رهبری عبدالله عبدالله، وزیر امور خارجه پیشین (۲۰۰۱–۲۰۰۵) و اصلی‌ترین رقیب رئیس‌جمهور حامد کرزی در ۲۰۰۹ انتخابات‌های افغانستان است. عبدالله عبدالله دوست نزدیک احمد شاه مسعود، رهبر ائتلاف شمال، بود که دو روز پیش از حملات ۱۱ سپتامبر کشته شد.
ائتلاف ملی در کنار جبهه ملی افغانستان‎ دو جنبش دموکراتیک مخالف پیشرو علیه دولت‌های حامد کرزی و اشرف غنی هستند. از جمله پشتیبانان عبدالله عبدالله، والی بلخ، عطا محمد نور، است. عبدالله و محمد نور همانند احمد ضیاء مسعود، رئیس جبهه ملی، و امرالله صالح، معاون اول رئیس‌جمهور، از اعضای جمعیت اسلامی افغانستان هستند.